# Reportages faits divers
 (septembre 2017).
Si vous disposez d'ouvrages ou d'articles de référence ou si vous connaissez des sites web de qualité traitant du thème abordé ici, merci de compléter l'article en donnant les références utiles à sa vérifiabilité et en les liant à la section « Notes et références ».
Reportages faits divers est une émission de télévision de reportage du genre documentaire, diffusée le samedi depuis le 29 juillet 2017 sur TF1.
Ce magazine raconte une affaire criminelle qui a marqué l'actualité française.
Les reportages sont des rediffusions de ceux de l'émission Chroniques criminelles diffusée sur TFX.

## Programmation
| Date de première diffusion        | Titres de l'épisode                         | Détails et informations supplémentaires |
| --------------------------------- | ------------------------------------------- | --- |
| 29 juillet 2017                   | Affaire Troadec                             | |
| 29 juillet 2017                   | Affaire Dupont de Ligonnès                  | |
| 5 août 2017                       | Affaire Béatrice Edouin                     | Castellar (Alpes-Maritimes) avril 2001 Claude Bichet 47 ans patron société déménagement à Beausoleil est assassiné d'une balle dans la tête par Michel Caux, Laurent Roméo et Jean-Jacques Gros, commandités par sa maîtresse Béatrice Edouin.           |
| 5 août 2017                       | Affaire Fatima Anechad                      | Maroc avril 2002 Roger Bedençon joaillier parisien disparait au cours d’un voyage. Sa compagne Fatima Anechad 64 ans en fuite depuis 14 ans est soupçonnée de l’avoir assassiné. Son premier mari avait déjà disparu dans les années 80.                 |
| 12 août 2017                      | Affaire Bettina Beau                        | Bois du massif du Pilat (Loire) 27 février 2012 Philippe Gletty 47 ans fondateur et dirigeant d'une PME de menuiserie en aluminium et PVC est abattu d'une balle dans le dos et deux dans la tête par Bettina Beau sa secrétaire comptable et maîtresse. |
| 12 août 2017                      | Affaire frères Brunel                       | Châteauneuf-du-Pape (Vaucluse) 13 octobre 2015 Jean-Marc Brunel 58 ans artisan est tué par son frère ainé Dominique et jeté dans le puits de sa villa.                                                                                                   |
| 19 août 2017                      | Affaire Maël Combier                        | Impéria (Italie) février 2011 chemin isolé Samira Ben Saad blessée balle dans la nuque par son amant Maël Combier. |
| 19 août 2017                      | Affaire Jessy Travaglini                    | Aubignan (Vaucluse) 11 octobre 2013 Éloïse Bagnolini 30 ans ligotée étranglée chez elle par Jessy Travaglini maitresse et collègue de son compagnon Alain Castel.                                                                                        |
| 26 août 2017                      | Affaire Elodie Kulik                        | |
| 26 août 2017                      | Affaire Amandine Estrabaud                  | |
| 2 septembre 2017                  | Affaire du petit Grégory                    | |
| 2 septembre 2017                  | Affaire Valérie Bary                        | Arconcey (Côte-d'Or) 26 mars 2004 Valérie Bary 38 ans assassinée chez elle par son époux Laurent. |
| 9 septembre 2017                  | Affaire Francisco Benitez                   | |
| 9 septembre 2017                  | Affaire Maeva Rousseau                      | Val-d'Oise nuit du 7 au 8 avril 2012 Maeva Rousseau 23 ans tuée coups batte de baseball par Alain Berruet. |
| 16 septembre 2017                 | Affaire Joseph Fritzl                       | |
| 16 septembre 2017                 | Affaire Alfred Petit                        | En mai 2001, le corps de Jean-Jacques Roussel est retrouvé calciné dans sa grange. Quelques jours plus tard, le cadavre mutilé de son épouse est repêché dans la Seine                                                                                   |
| 23 septembre 2017                 | Affaire Guy Georges                         | |
| 23 septembre 2017                 | Affaire Jean-Pierre Treiber                 | |
| 6 janvier 2018                    | Affaires classées : sur la piste des tueurs | |
| 6 janvier 2018                    | Affaires classées : l'heure du jugement     | |
| 13 janvier 2018                   | Affaires classées : sur la piste des tueurs | |
| 13 janvier 2018                   | Affaires classées : la vérité à tout prix   | |
| 20 janvier 2018                   | L'affaire Jean-Claude Romand                | |
| 20 janvier 2018                   | L'affaire Marguerite Lagrave                | Eysus (Pyrénées-Atlantiques) nuit du 11 au 12 novembre 2001 Marguerite « Margot » Lagrave 78 ans est égorgée dans son salon par Daniel Trey et Karine Barboure.                                                                                          |
| 27 janvier 2018                   | Affaire Simone Weber                        | |
| 27 janvier 2018                   | Affaire Lionel Floury                       | En 2011, un homme d'une quarantaine d'années est victime de tentatives d'assassinat commanditées par sa femme |
| 3 février 2018                    | L'affaire Kalinka Bamberski                 | |
| 3 février 2018                    | L'affaire Laëtitia Monier                   | Plougonvelin (Finistère) nuit du 23 au 24 juillet 2009 lieu-dit Treiz-Hir Jean-Jacques Le Page 68 ans audioprothésiste retraité est poignardé et abattu dans sa maison incendiée par Laëtitia « Lola » Monier call-girl alcoolique toxicomane.           |
| 10 février 2018                   | Affaire Flactif                             | |
| 10 février 2018                   | Affaire Iacono                              | |
| 17 février 2018                   | Affaire Tony Meilhon                        | |
| 17 février 2018                   | Affaire Patrick Isoird                      | |
| 24 février 2018                   | Affaire Valérie Subra                       | |
| 24 février 2018                   | Affaire Thierry Paulin                      | |
|                                   | Affaire Chauviré                            | |
| Affaire Chantal et Audrey D'Amato |                                             | |
|                                   | Affaire Le Scrill                           | |
|                                   | Affaire Cyrille Boutin                      | |
| 1 septembre 2018                  | Affaire Jean-Claude Douliéry                | |
| 1 septembre 2018                  | Affaire Anais Guillaume                     | |
| 8 septembre 2018                  | Affaire Alexia Daval                        | |
| 8 septembre 2018                  | Affaire Edwige Perdrix                      | |
| 5 janvier 2019                    | Les Grands Flics racontent                  | |
| 12 janvier 2019                   | Les Grands Flics racontent                  | |
| 19 janvier 2019                   | Affaire Lionnet                             | |
| 19 janvier 2019                   | Affaire Evangelista-Thiebaut                | |
| 2 février 2019                    | Affaire Rédoine Faid                        | |
| 2 février 2019                    | Affaire Magali Delavaud                     | |